# Am Bagno – Buchenberg
Koordinaten: 52° 8′ 29″ N, 7° 22′ 49″ O

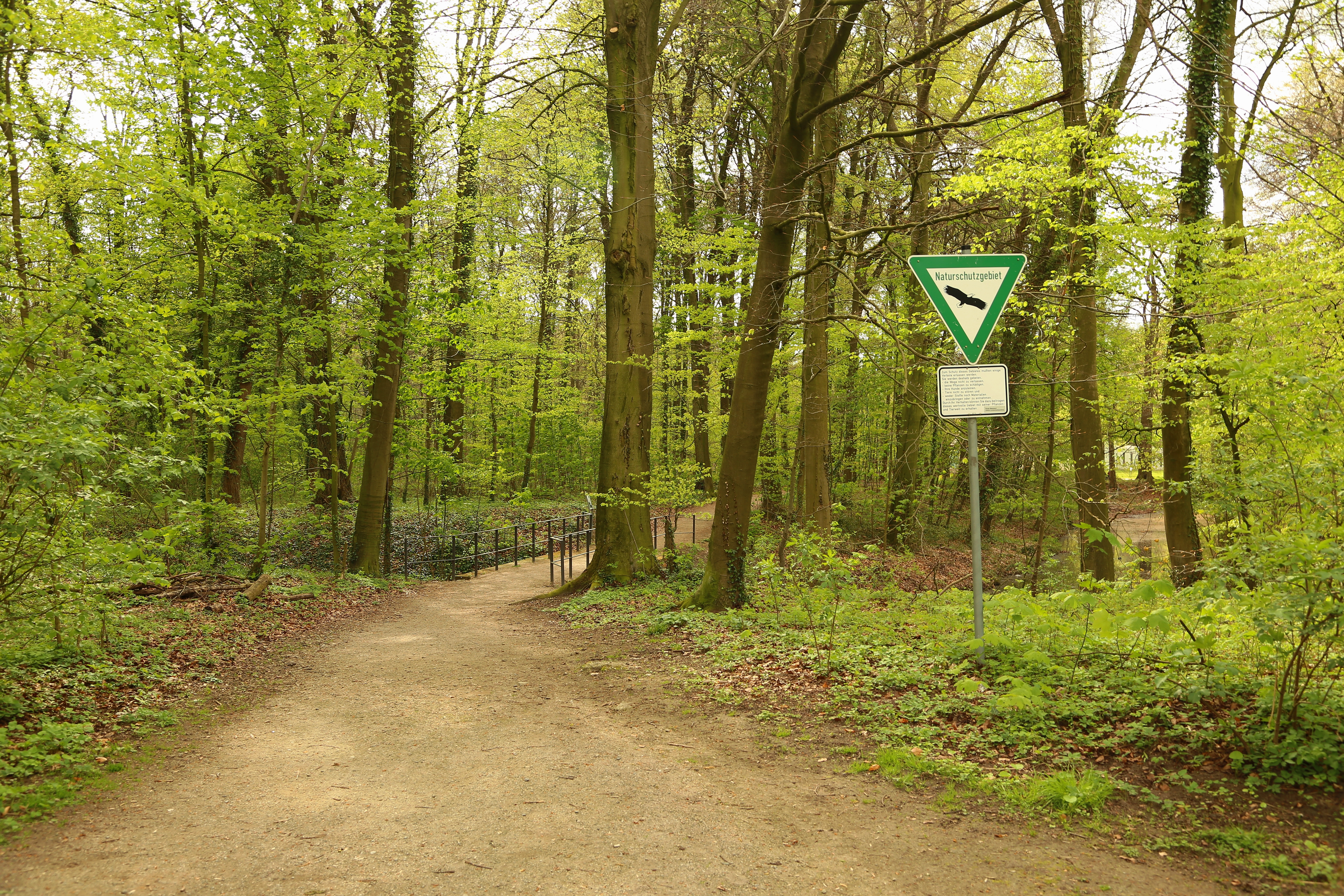
Naturschutzgebiet Am Bagno – Buchenberg (April 2014)

Das Naturschutzgebiet Am Bagno – Buchenberg liegt auf dem Gebiet der Stadt Steinfurt im Kreis Steinfurt in Nordrhein-Westfalen. Das Gebiet erstreckt sich westlich und nordwestlich der Kernstadt Steinfurt. Durch das Gebiet hindurch verlaufen die B 54 und die Landesstraße L 510 und fließt die Steinfurter Aa. Nördlich verläuft die L 559, westlich die L 580.

## Bedeutung
Für Steinfurt ist seit 1994 ein 489,48 ha großes Gebiet unter der Kenn-Nummer ST-094 als Naturschutzgebiet ausgewiesen. Das Gebiet wurde unter Schutz gestellt zur Erhaltung, Entwicklung und Wiederherstellung von Lebensgemeinschaften und Lebensstätten landschaftsraumtypischer, seltener und zum Teil stark gefährdeter Tier- und Pflanzenarten innerhalb eines großflächig zusammenhängenden, strukturreichen Laubwaldkomplexes mit seinen verschiedenen standörtlichen Ausprägungen und Altersphasen, sowie einer Vielzahl im Zusammenhang mit dem Wald stehender schutzwürdiger Gewässerbiotope und Feuchtgrünlandbereiche.